# Müller (Wenen)
Müller is een Oostenrijks historisch merk van motorfietsen.
Deze werden geproduceerd door Motorradfabrik H. Müller junior in Wenen van 1924 tot 1926. 
Dit was een fabriek die lichte motorfietsen met een eigen 183cc-kamzuigertweetaktmotor bouwde.
Er was nog een merk met deze naam: zie Moto Müller.